# Myopsyche miserabilis
Myopsyche miserabilis är en fjärilsart som beskrevs av Holland 1893. Myopsyche miserabilis ingår i släktet Myopsyche och familjen björnspinnare. Inga underarter finns listade i Catalogue of Life.